# 刻命館シリーズの罠一覧
刻命館シリーズの罠一覧（こくめいかんシリーズのわないちらん）では、テクモ（現・コーエーテクモゲームス）発売のゲーム『刻命館』『影牢』『蒼魔灯』『影牢2』『影牢DP』に登場する罠について解説する。

## あ行
アイアンボール
（影牢、蒼魔灯、影牢2、影牢DP）
天井設置型。蒼魔灯ではメガロック系。敵を弾き飛ばす鉄球が落ちてくる。壁で反射する上、磁力に引き寄せられるため、危険度は高い。『蒼魔灯』では、壁だけでなく床や天井でも跳ね回っていた。
アキレスカッター
（蒼魔灯）
床設置型。スプリングフロア系。床から刃が飛び出しアキレス腱を切ると同時に敵を弾き飛ばす。敵の移動速度を低下させる効果がある。
アブラカビン
（影牢、蒼魔灯、影牢2、影牢DP）
天井設置型。『蒼魔灯』ではカビン系。油の入ったカビンが落ちてくる。かぶせられた敵は油まみれとなり、ふらふらと前進する。『影牢』『蒼魔灯』『影牢DP』では、床に落ちると油が地面にしばらく残る。この油もトラップとして利用できるが、独立した別のものとして判定されるのは影牢のみ。他の作品では本体と判定を共有しているため、別々に使っても重複とみなされる。
アゴニーマスク
（影牢DP）
天井設置型。カビンと同じく頭に被せるタイプのトラップで、内側に棘を備えた拷問の仮面で視界を封じ、同時に電撃で苦痛を与える。カビンよりも移動距離は短いものの、その攻撃力は高い。
アタックウォール
（影牢）
壁設置型。壁が勢いよく飛び出し、敵を弾き飛ばす。『蒼魔灯』以降はスマッシュウォールに取って代わられた。
アッパーウォール
（蒼魔灯）
壁設置型。プッシュウォール系。せり出した壁が敵を上に跳ね上げるため2段ヒットとなる。
アリ地獄
（刻命館）
物理系の捕獲トラップ。床がアリ地獄に変化し、敵を呑み込み動きを封じる。
アルデバラン
（影牢、影牢DP）
天井設置型の隠しトラップ。『刻命館』の前主であったアルデバランのつけていた仮面が落ちてくる。短いチャージ時間に高い掛け率とダメージ、拘束時間を誇る。
アロースリット
（影牢、蒼魔灯、影牢2、影牢DP）
壁設置型。壁から矢が発射される。『蒼魔灯』では、レベルを最大まで上げると三本飛び出すようになる。また、『影牢』にて登場するこれらの矢を射出する種類のトラップにのみ、敵やミレニアの位置に合わせて発射角を微調整するものが存在する。
暗黒結界陣
（刻命館）
魔法系の捕獲トラップ。領域内で魔法を使った敵を暗黒空間に閉じ込める結界を張る。ある敵に対して使用することになる。なお、遠距離系なら魔法に限らず誰でも発動する模様。
アンチバキューム
（蒼魔灯）
床設置型。バキュームフロア系だが、バキュームフロアとは逆に敵を設置位置から磁力で押し出す。
アンチマグネット
（蒼魔灯）
壁設置型。マグネット系だが、マグネットとは逆に磁力で敵を押し出す。
イビルアッパー
（影牢、蒼魔灯、影牢2、影牢DP）
床設置型。『蒼魔灯』ではスプリングフロア系。『影牢2』以外の作品では隠しトラップ。魔神の拳骨が敵を天井と殴り飛ばし2段ヒットする。なおイビル系のトラップは全て、敵の防御力を無視して額面通りのダメージを確実に与える性質を持つ。
イビルキック
（影牢、蒼魔灯、影牢2）
壁設置型。『蒼魔灯』ではプッシュウォール系。『影牢2』以外の作品では隠しトラップ。魔神の足が敵を壁まで蹴り飛ばす。『影牢2』でも威力は健在だったが当たり角度の判定がシビアになり、着地地点の予測もやや困難となった。
イビルクロー
（蒼魔灯）
床設置型。ベアトラップ系の隠しトラップ。魔神の爪が敵を突き刺し拘束する。
イビルシュート
（蒼魔灯、影牢DP）
天井設置型。ペンデュラム系の隠しトラップ。魔神の足が敵を壁まで蹴り飛ばす。イビルキックが足の裏で押し出すように蹴るのに対し、こちらは足の甲でまさしくボールをシュートするかのように蹴り飛ばす。
イビルスタンプ
（影牢、蒼魔灯、影牢2、影牢DP）
天井設置型。『蒼魔灯』ではメガロック系の隠しトラップ。魔神の足が敵を踏みにじる。『影牢2』以降の作品ではつま先方向に範囲が広がった。
イビルナックル
（影牢DP）
壁設置型。影牢2以前の作品でのイビルキックにあたり、壁から突き出した魔神の拳が敵を壁まで殴り飛ばす。
ウォッシュトイレ
（影牢DP）
床設置型。
ウチアゲハナビ
（影牢DP）
床設置型。
エキスパンダー
（蒼魔灯）
壁設置型。プッシュウォール系。鎖のついた薄い壁が敵を押す。軽いせいか、他のウォール系と違い柱を倒したりはできない。
エレキマグネット
（影牢）
壁設置型。帯電した磁石板が壁沿いに落下し、敵を引き寄せ感電させる。
炎魔の足
（刻命館）
魔法系のダメージトラップ。炎を統べる魔神の足が敵を踏みにじり焼き尽くす。
オイルクロー
（蒼魔灯）
床設置型。ベアトラップ系。油を帯びたベアトラップが敵を挟み、拘束し油まみれにする。
オイルブレス
（影牢DP）
壁設置型。
黄金のタライ
（刻命館）
物理系の混乱トラップ。上から黄金のタライが落下し、敵を混乱させる。
オオタライ
（影牢）
天井設置型。タライより一回り大きい金のタライが落ちてくる。敵を長時間怒りの状態にし、『影牢』においてはタライ・オオタライ共にヒットした敵は地形無視でプレイヤーに突撃する。通常ならAIキャラが避ける溶岩や硫酸池と言ったダメージ地帯にも突っ込んでくるため陽動にも重宝する。
オオダマコロガシ
（影牢DP）
天井設置型。二つの紅白大玉が落下し人間を跳ね除ける。

## か行
カースドガス
（影牢）
天井設置型。呪いのガスで敵の移動速度・防御力を一時低下させる。
回転する床
（刻命館）
物理系の混乱トラップ。床が高速で回転し、敵をふらふらにする。
カタストロフボム
（影牢）
床設置型。部屋全体に地震を起こし、敵をダウンさせる。また、部屋中の仕掛け・トラップが起動する。
カタパルト
（蒼魔灯、影牢2）
床設置型。『蒼魔灯』ではスプリングフロア系。敵を弾丸のように跳ね飛ばす。跳ね飛ばされた敵は他の人間や障害物にも衝撃を与える。逆にプレイヤー自身が乗り敵に向け射出する事で（体当たりでの）直接攻撃も可能。
ガトリングアロー
（影牢DP）
壁設置型。壁からガトリングガンの様な回転機構を備えた射出口が現れ、貫通する5本の矢を高速連射する。『影牢』『蒼魔灯』におけるチェインニードルに当たるトラップ。
カビン
（影牢、蒼魔灯、影牢2、影牢DP）
天井設置型。かぶせられた敵は盲目状態となり、ふらふらと前進する。コンボの基本となるトラップ。
キックオフ
（影牢DP）
壁設置型。サッカーボールを高速で射出し人間を襲う。
狂乱ガス
（刻命館）
魔法属性の混乱系トラップ。天井からガスが噴き出し、敵の自由を奪う。
キラーバズソー
（影牢2、影牢DP）
壁設置型。壁から小さな回転ノコギリが床沿いに飛んでいき、当たった敵を壁まで押す。『影牢2』では複数を巻き込むことも可能で、その性能は『蒼魔灯』のバズソー最大レベルと同様。『影牢DP』での性能は通常のバズソーと同等。
ギルティランス
（影牢2、影牢DP）
壁設置型。壁から複数の槍が突き出し敵を貫き、引き戻すと同時にさらに槍が飛び出し再度貫く。2段目がヒットするとダウンする。『影牢DP』で槍が突き出す回数は1回だけだが、貫いた後に引き寄せて壁際でダウンさせる点は同様。
ギロチン
（影牢2、影牢DP）
天井設置型。『影牢2』では小さな3枚のギロチンを連続で落とす。『影牢DP』ではプレミアムBOX限定のトラップとして登場し、豪華な装飾が施された一枚のギロチンで防御力無視のダメージを与える。
クエイクボム
（影牢、蒼魔灯、影牢2）
床設置型。『蒼魔灯』ではブラストボム系。効果範囲内に地震を起こし敵をダウンさせる。また、範囲内の仕掛けやトラップを強制的に起動させる。
グラビトン
（蒼魔灯）
床設置型。マグネットフロア系。重力で効果範囲内の敵を押しつぶす。Arkレートが高いものの、なぜかヒット判定がないので意味はない。
クレーン
（蒼魔灯、影牢DP）
天井設置型。カビン系。敵の頭を持ち上げ、空中で拘束する。『影牢DP』では光速クレーンのように相手を掴んでから高速回転し、1ブロック隣へと投げ飛ばす。
ゴウモンシャリン
（影牢DP）
天井設置型。棘で巻き込み、内側に人間をはめ込める車輪。
コールオブヘル
（蒼魔灯）
壁設置型。マグネット系の隠しトラップ。磁力による拘束に加え、回転する刃で敵を切り刻む。他のマグネット系と違い、重量に関係なく高速で引き寄せる。
ゴールデンホース
（影牢DP）
床設置型。初回封入特典でのみ入手可能なトラップで、黄金の三角木馬が股間を突き上げる。突き上げられたキャラクターは怒り状態となり、起き上がるとプレイヤーを追いかけるようになる。
コールドアロー
（影牢、蒼魔灯、影牢2、影牢DP）
壁設置型。『蒼魔灯』ではアロースリット系。壁から冷気の塊が飛んでいき、敵を氷漬けにして拘束する。『蒼魔灯』では、レベルを上げると床沿いに飛んでいく。
コールドクロー
（影牢、蒼魔灯）
床設置型。ベアトラップ系。敵の足を挟んだ後、冷気で下半身を凍らせ二重に拘束する。
コールドバキューム
（蒼魔灯）
床設置型。バキュームフロア系。磁力で引き寄せた後に冷気で拘束する。
コールドブラスト
（蒼魔灯）
床設置型。ブラストボム系。設置位置の敵は氷漬けにし、効果範囲内の敵は吹き飛ばす。
コールドブリザード
（蒼魔灯）
床設置型。スプリングフロア系。冷気で敵を吹き飛ばし、着地点でダウンしたまま拘束する。
コールドブレス
（蒼魔灯）
壁設置型。プッシュウォール系。冷気で敵を吹き飛ばし、着地点でダウンしたまま拘束する。
コールドマグネット
（蒼魔灯）
壁設置型。マグネット系。磁力で引き寄せた後に冷気で拘束する。
光速クレーン
（刻命館）
魔法系の捕獲トラップ。掴むと同時に物凄いスピードで回転し、敵をふらふらにする。
コンフューズガス
（影牢、蒼魔灯）
天井設置型。『蒼魔灯』ではカビン系。吸い込んだ敵はしばらく前進し続ける。カビン系と違い、コンボは途切れる（他のトラップで拘束中ないしガスを吸ったモーション中に他のトラップをヒットさせれば途切れない）。

## さ行
サカサハリツケ
（影牢DP）
壁設置型。無数の棘を備えた処刑台が人間を拘束する。
サーキュラーソー
（影牢DP）
天井設置型。回転ノコギリが降りてきて人間を切り刻む。
サツジンゴマ
（蒼魔灯、影牢DP）
壁設置型の隠しトラップ。上から刃の付いた大きな独楽が落下し、壁に沿って移動する。当たった敵を弾き飛ばす。数回反射すると消滅する。
サラシダイ
（影牢DP）
床設置型。掛かった人間を屈辱的な格好で晒し者にする。
サンダーウォール
（蒼魔灯）
壁設置型。プッシュウォール系。帯電した壁がせり出してきて敵を押す、もしくは弾き飛ばす。水路では通電し、他の電気系トラップ・仕掛けとは放電する。
サンダークロー
（蒼魔灯）
床設置型。ベアトラップ系。帯電したベアトラップが敵の足を挟む。水路では通電し、他の電気系トラップ・仕掛けとは放電する。
サンダージェイル
（影牢2）
床設置型。床から帯電した鉄格子がせり出し、敵を囲う。
サンダージャベリン
（蒼魔灯、影牢2、影牢DP）
壁設置型。アロースリット系。壁から敵を貫通する帯電した矢が飛び出す。『影牢』のレーザーアローとほぼ同様。
サンダーボルト
（影牢）
床設置型。床から飛び出した避雷針に雷が落ちる。水路では通電し、他の電気系トラップ・仕掛けとは放電する。
ジェノサイドアイ
（蒼魔灯、影牢DP）
天井設置型。カビン系の隠しトラップ。天井から魔神の仮面が落下し、敵をしばらく前進させる。目からはレーザーが断続的に発射されるため、こちらがかぶることでそれによる攻撃も可。
ジェノサイドボム
（刻命館）
物理系のダメージトラップ。振動とともに床が大爆発を起こす。
シャークブレード
（影牢DP）
床設置型。サメの背ビレのように突き出した刃が床を走り、接触した人間は上空へと打ち上げられる。壁に当たると一回だけ反射するので、壁と敵が適度に離れていれば追加ヒットも見込める。『蒼魔灯』のハンターブレードに類似したトラップだが、こちらは軌道の操作はできない。
シャインスパーク
（刻命館）
魔法系の混乱トラップ。強烈な魔法光を作り出し、敵の視界を奪う。
ジャッジメント
（影牢）
床設置型。床から飛び出した黄金の柱に裁きの雷が落ちる。
ショックウェーブ
（蒼魔灯）
床設置型。ブラストボム系。床から衝撃波が飛び出し、敵を弾き飛ばす。
スイングハンマー
（影牢DP）
天井設置型。振り子状のハンマーが敵を弾き飛ばす。『蒼魔灯』でのスマッシュハンマーに当たるトラップだが、それと比較して飛距離は4ブロックと短め。
スエゾー
（影牢、影牢DP）
天井設置型の隠しトラップ。『モンスターファーム』のスエゾーを呼び出し、敵を弾き飛ばす。アイアンボールと似た特性を持っているが、歴代トラップ中最大のダメージを誇るため危険度は他のロック系トラップを凌駕している。初代影牢では階段等でゆっくり転がした場合の維持時間/バウンド回数が異様に長く多い。これを利用し斜面で起動後に他の部屋に移動し後から部屋に入った敵の自爆を誘発させたりと（基本的に敵AIはプレイヤーと同室に居ない限り殆どスエゾーへの回避行動を取らない為）時限爆弾な使い方も出来る。
スクリームフェイス
（影牢DP）
天井設置型。被った人間の恐怖心を煽り後ずさりさせる。
ステルスロック
（蒼魔灯）
天井設置型。メガロック系。ステルス加工された半透明の岩が落ちてくる。見えないため敵にかわされないが、軌道上にいなければ結局当たらないのであまり意味はない。
スノークレイドル
（蒼魔灯）
天井設置型。ペンデュラム系。大きな雪の塊が振られ、当たった敵を巻き込む。レベルが最大になると、スイング後に外れて飛んでいく。
スノーボール
（蒼魔灯、影牢2、影牢DP）
天井設置型。『蒼魔灯』ではメガロック系。大きな雪玉が落ちてくる。敵や自分に当たると巻き込みながら転がっていく。
スパークバキューム
（蒼魔灯）
床設置型。バキュームフロア系。床が帯電した磁石板となり、引き寄せた敵に電撃を与える。水路では通電し、他の電気系トラップ・仕掛けとは放電する。
スパークフロア
（蒼魔灯）
床設置型。スプリングフロア系。帯電した床が飛び出し、敵を弾き飛ばす。水路では通電し、他の電気系トラップ・仕掛けとは放電する。
スパークマグネット
（蒼魔灯）
壁設置型。マグネットウォール系。帯電した磁石板が壁沿いに落下し、引き寄せた敵に電撃を与える。
スパークロッド
（影牢、蒼魔灯、影牢2、影牢DP）
床設置型。『蒼魔灯』ではブラストボム系。床から帯電した針が飛び出し、敵を感電させる。『蒼魔灯』では、レベルを最大にすることで範囲が広がる。水路では通電し、他の電気系トラップ・仕掛けとは放電する。
スパイクウォール
（影牢）
壁設置型。壁から棘付きの壁がせり出し、敵を突き刺しながら押し出す。
スパイクボール
（影牢DP）
天井設置型。棘付き鉄球が落ちてくる。スノーボールと同じく当たった敵を巻き込むが、こちらは鉄球外側の棘に突き刺したまま転がっていく。
スパイクロック
（影牢）
天井設置型。棘の生えた岩が落ちてくる。メガロックとは違い敵と接触しても崩れずに転がっていく。『蒼魔灯』では強化すれば、『影牢2』以降では最初からメガロックが敵に当たっても崩れなくなったので登場しなくなる。
スプリングフロア
（影牢、蒼魔灯、影牢2、影牢DP）
床設置型。床が斜め方向に飛び出し、敵を弾き飛ばす。コンボの基点となるトラップ。
スマッシュウォール
（蒼魔灯、影牢2、影牢DP）
壁設置型。『蒼魔灯』ではプッシュウォール系。壁が勢いよく飛び出し、敵を弾き飛ばす。
スマッシュハンマー
（蒼魔灯）
天井設置型。ペンデュラム系。鋼鉄のハンマーが敵を遠くまで弾き飛ばす。
スマッシュフロア
（影牢、蒼魔灯、影牢2、影牢DP）
床設置型。『蒼魔灯』ではスプリングフロア系。床が勢いよく飛び出し、スプリングフロアより高く遠くへ弾き飛ばす。
スモールボム
（影牢）
床設置型。小さな爆発を起こし、敵を吹き飛ばす。『蒼魔灯』以降はその座をブラストボムに奪われた。
スライドフロア
（蒼魔灯）
床設置型。スプリングフロア系。床が敵を乗せたまま走り出す。体力が半分以下なら、自由に操作できる。
スレイブクロー
（蒼魔灯）
床設置型。ベアトラップ系。敵の足を挟み吊り上げる。体力が半分以下なら、自由に操作できる。
スレイブバキューム
（蒼魔灯）
床設置型。バキュームフロア系。床がボタンを連打することで蓄電できる磁石板となる。ダメージは連打量に比例。
スレイブハンマー
（蒼魔灯）
天井設置型。ペンデュラム系。見た目はただの鎖付き棘鉄球だが、ボタンを押すと鉄球部分が外れて転がっていく。
スレイブボム
（蒼魔灯）
床設置型。ブラストボム系。床から跳ね回る爆弾が飛び出し、ボタンを押すか一定時間が過ぎると爆発する。
スレイブマグネット
（蒼魔灯）
壁設置型。ボタンを連打することで蓄電できる磁石板が壁沿いに落下する。ダメージは連打量に比例。
スレイブロック
（蒼魔灯）
天井設置型。メガロック系。軌道を操作できる岩を落とす。転がさなければならないため、床に単体で落としても意味はない。
スローガス
（影牢、影牢DP）
天井設置型。3×3ブロックの範囲に向けて、敵の移動速度を一時低下させるガスが天井から噴き出る。『蒼魔灯』以降の作品では登場しなかったが、『影牢DP』にて壁設置型として復活。壁に隣接した3×3ブロックに壁から噴き出したガスが滞留し、ヒット時にわずかなダメージが発生する。また、炎系のトラップをガスに当てることで爆発を引き起こすことも可能となった。
スローターファン
（影牢DP）
壁設置型。同作のバキュームウォールと同じく敵を風力で吸い寄せるが、換気扇の部分がむき出しの刃のプロペラとなっており、接触した敵を斬り刻む。

## た行
ダツイクローゼット
（影牢DP）
壁設置型。人間を取込み衣服を剥ぎ取る。
タライ
（影牢、蒼魔灯、影牢2、影牢DP）
天井設置型。『蒼魔灯』ではカビン系。天井から鉄のタライが落ちてくる。当たった敵は怒り、プレイヤーを追いかけてくる。『影牢』『影牢2』ではこれで止めを刺すと「タライにはじをかかされる」という死因になる。
チェインニードル
（影牢、蒼魔灯）
壁設置型。『蒼魔灯』ではアロースリット系。壁の仮面から針が速射される。『影牢』では5本、『蒼魔灯』では最大7本。
チャペル
（影牢DP）
天井設置型。落下し人間を閉じ込め衝撃により音を鳴らす。
チュウシャキ
（影牢DP）
壁設置型。不気味な薬剤が詰まった注射器が射出される。
ツリテンジョウ
（影牢DP）
天井設置型。
デスアイアン
（影牢2）
壁設置型の隠しトラップ。壁から帯電した鉄球が電気の尾を引きながら飛んでいく。敵を貫通し、2段ヒットする。
デスサイス
（影牢DP）
壁設置型。死神が持っているそれを模した機械仕掛けの鎌で斜めに斬りつける。ヒットした対象は壁沿いに斬り飛ばされる。
デスハンマー
（影牢2）
天井設置型の隠しトラップ。天井から高速で回転する換気扇状のハンマーが下りてくる。回転が止まると、先についた凶器が発射される。
デスピラー
（影牢2）
床設置型の隠しトラップ。床から柱が飛び出す。単体で使うほか、トラップを当てて倒すことも可。
テツクマデ
（影牢DP）
床設置型。床に置かれた熊手を踏むと柄の部分が跳ね上がり顔面を直撃する。命中した対象は怒り状態になりつつ、指定した隣のブロックへ倒れこむ。初期装備ながら回避や無効化する敵が存在しないという大きな利点を持つ。
鉄格子
（刻命館）
物理系の捕獲トラップ。上から鉄格子が降ってくる。
鉄のヤリ
（刻命館）
物理系のダメージトラップ。壁から鉄の槍が飛び出し敵を貫く。
デルタホース
（蒼魔灯、影牢2、影牢DP）
床設置型。『蒼魔灯』では隠しトラップ。床から三角木馬が飛び出し股間を直撃、男女問わず敵を悶絶させる。お笑い系トラップでありながら、その性能バランスは異様に高い。また掛かった敵のモーションも凝っており、コンボ戦略以外でも色々な意味で人気トラップである。影牢DP発売前の「あなたのお気に入りトラップ」アンケートで第一位を飾った。
デルタホースロデオ
（影牢DP）
床設置型。デルタホースの亜流でありロデオマシンを模した拷問器具。ダメージ/チャージタイムは本家より劣るが発生後の3ブロック強制移動力を付与された。
テレポーター
（蒼魔灯）
天井設置型の隠しトラップ。設置位置にプレイヤーを移動させる。歴代トラップの中で唯一攻撃手段ではないトラップ。緊急避難的な用途で使われる事が多く、地形無視でワープして来る忍者やアサシンからの退避、また室内固有トラップの起動(スイッチ上にワープすることで起動)&被害回避手段としても重宝する。
デンゲキカビン
（蒼魔灯）
天井設置型。カビン系。帯電したカビンが落下し、敵に電撃を与えながら前進させる。時々痺れさせるため、他のトラップのチャージ時間を稼ぐのに非常に便利。
電撃鉄格子
（刻命館）
物理系の捕獲トラップ。上から帯電した鉄格子が降ってくる。
電神王の手
（刻命館）
魔法系の捕獲トラップ。壁から雷を帯びた腕が伸び、敵を掴む。
銅の檻
（刻命館）
物理系の捕獲トラップ。上から銅でできた檻が降ってくる。
トイハンマー
（影牢DP）
壁設置型。壁から生えたおもちゃのハンマーが敵を殴りつけ、壁沿いに1ブロック移動させる。床に落とした岩を殴って転がすことも出来る。
トールハンマー
（蒼魔灯）
天井設置型。ペンデュラム系。帯電したハンマーが敵を弾き飛ばす。
トゥームストーン
（蒼魔灯、影牢DP）
天井設置型の隠しトラップ。防御力無視トラップ。不吉な墓石が落下し、敵を押しつぶす。元々のArk倍率が高いうえ、トドメに使うとレートがさらに2倍になるが、攻撃力は13と低い。逆に『影牢DP』では攻撃力が44と強化されているが、元々のArk倍率が少し低めに抑えられている。
毒神の足
（刻命館）
魔法系のダメージトラップ。毒を統べる魔人の足が敵を踏みにじる。
毒のヤリ
（刻命館）
物理型のダメージトラップ。毒が塗られた鉄の槍が敵を貫く。
トビバコフミダイ
（影牢DP）
床設置型。触れた人間を跳ね飛ばす。
トラップドッグ
（影牢DP）
床設置型。
トリプルアロー
（影牢、影牢2）
壁設置型。壁から3本の矢が飛び出し、敵を貫く。
ドレイカメン
（蒼魔灯）
天井設置型。カビン系。体力が半分以下の敵を自由に操れる仮面が落ちてくる。

## な行
ナイトメアヒール
（影牢DP）
天井設置型。
ネンチャクフロア
（影牢DP）
床設置型。
ノラトラップドッグ
（影牢DP）
床設置型。

## は行
バーサーカー
（蒼魔灯）
壁設置型。マグネットウォール系。敵を怒らせる磁石板が壁沿いに落ちてくる。
バーサークガス
（影牢）
天井設置型。敵を怒らせ毒で蝕むガスが噴射される。
バウンドロック
（蒼魔灯）
天井設置型。メガロック系。ゴムボールのような鉄球が落ちてくる。ロック系最強の攻撃力を誇るが、名前の通りバウンドする為転がしたりする事ができない。磁力に引き寄せられる。
ハエタタキ
（影牢DP）
壁設置型。
バキュームウォール
（影牢DP）
壁設置型。壁に吸引装置が出現し、対象を設置地点まで引き寄せて拘束する。過去作品でのマグネットウォールなどと同じタイプのトラップだが、設置地点から離れるように移動すれば逃げることも出来てしまう。
バキュームフロア
（影牢、蒼魔灯、影牢2、影牢DP）
床設置型。磁力で対象を設置地点まで引き寄せて拘束する。『影牢』では一つ前のトラップである「マグネットフロア」が、後続の作品におけるこのトラップと同等の性能を持つ。また、『影牢』『蒼魔灯』では設置地点で拘束されてもダメージはないほか、『影牢DP』ではバキュームウォールと同じく磁石から吸引装置へと設置物が変わり、設置地点から離れるように移動すれば逃げることも可能になっている。
爆炎のヤリ
（刻命館）
物理系のダメージトラップ。炎を帯びた槍が敵を貫くと同時に爆破ダメージを与える。成功率が最も高く、一部の敵を除けば回避されることはほぼ無い。
バクダンカビン
（蒼魔灯）
天井設置型。カビン系。一定時間で爆発するカビンが落ちてくる。他のカビン系と違い、敵はプレイヤーを全速力で追いかけてくる。
バケツ
（刻命館）
物理系の混乱トラップ。天井からバケツが落下し、ヒットした敵を混乱させる。
バズソー
（影牢、蒼魔灯）
壁設置型。小さな回転ノコギリが床を這うように飛んでいく。ヒットした場合壁まで対象を押していく。『蒼魔灯』では、レベルが最大になると複数を巻き込むことができるようになる。
バナナノカワ
（蒼魔灯、影牢2、影牢DP）
床設置型。おもむろに置かれたバナナの皮が敵を転ばせる。お笑い系トラップの一つだがArk倍率が高く、強制移動の効果がある。また、『蒼魔灯』での移動量は2ブロックと後続作品よりも多く、『影牢DP』では転んで倒れ伏す過去作品とは違い尻餅をつくだけですぐに起き上がろうとする。
パニックバキューム
（蒼魔灯）
床設置型。バキュームフロア系。設置地点まで引き寄せた後、侵入者を恐怖状態にする。恐怖状態の敵はプレイヤーからある程度離れるまで逃げ続ける。
パニッシャー
（影牢2）
天井設置型。天井から回転ノコギリが降りてきて敵を切り刻む。
バブルヘット
（影牢DP）
床設置型。
破滅の落石
（刻命館）
物理系のダメージトラップ。天井から重石のような鉄の塊が落ちてきてダメージを与える。その見た目は分銅のようであり「落石」という名前からは程遠い。
バラクーダ
（蒼魔灯）
天井設置型の隠しトラップ。凶暴な魚が落ちてきて敵の頭に噛み付く。敵は痛さのあまり全力で走り続ける。『影牢』で言うアルデバランに位置するトラップ。なお、効果が終了するとカビン系と同じく割れる。
ハリセン
（影牢DP）
壁設置型。魔神の力で激しいツッコミを入れる。
パワーマグネット
（影牢）
壁設置型。マグネットの強化版。効果範囲と持続時間が上がっている。
ハンギングチェーン
（影牢2、影牢DP）
床設置型。敵の足を挟み吊り上げる。『蒼魔灯』のリフトクローと同様だが、こちらは転ばせて吊り上げる2段ヒットとなっている。『影牢DP』では『蒼魔灯』のリフトクローと同じく1ヒットのみに変更されている。
ハンターブレード
（蒼魔灯）
壁設置型。プッシュウォール系。サメの背びれを模した巨大な刃が床沿いに飛び敵を叩き切る。軌道を操作することができる。
バンパイアウォール
（蒼魔灯）
壁設置型。プッシュウォール系。血塗られた棘付きの壁が敵を突き刺しながら押し出す。防御無視の効果を持ち、与えたダメージ分プレイヤーのライフを回復する。
バンパイアロック
（蒼魔灯）
天井設置型。メガロック系。血塗られた棘付きの岩が敵を押しつぶす。防御無視な上に与えたダメージ分プレイヤーのライフを回復するためか、攻撃力がロック系にしては低い。
パンプキンマスク
（影牢DP）
天井設置型。顔が彫られた巨大なかぼちゃが落ちてくる。カビンとほぼ同等の性能を持ち敵を前方に歩かせるが、その動きはどことなくコミカルなよちよち歩きとなる。また、チャージ時間がカビンと比べて長い。
ピットフォール
（刻命館）
魔法系のダメージトラップ。床が割れ敵を落とす。落ちた敵は一足飛びで上がってくる。
ヒートブレス
（影牢、蒼魔灯）
『影牢』では天井設置型、『蒼魔灯』では壁設置型のプッシュウォール系。作品によってその性能は大きく違い、『影牢』では天井から高熱ガスが噴き出すダメージトラップ、『蒼魔灯』では壁から高熱ガスを噴きつけ敵を押し出す移動トラップとなっている。影牢での威力は凄まじく、これ一つでどんな強敵とも渡り合えるほど。ただし、コンボには全く向かない。
氷結クレーン
（刻命館）
魔法系の捕獲トラップ。クレーンで吊るし上げた後、敵を氷漬けにする。
氷結ベアトラップ
（刻命館）
物理系の捕獲トラップ。ベアトラップで拘束した後、敵を氷漬けにする。ベアトラップと同様、移動速度を低下させる効果がある。
ヒューマンキャノン
（影牢DP）
床設置型。大砲が人間を取込み撃ち出す。
ブーメラン
（影牢2）
壁設置型。壁からブーメランが飛び出し、敵を貫いた後戻ってくる。
ファイアーアロー
（影牢）
壁設置型。壁から火矢が発射される。油まみれの敵に火をつけたり、火薬箱などを爆発させる事ができる。
ファイアーハンマー
（蒼魔灯）
天井設置型。ペンデュラム系。炎に包まれた棘鉄球が振られる。レベルが上がると爆発してさらに遠くへ吹き飛ばせるようになる。
ファイアーボール
（影牢、蒼魔灯、影牢2、影牢DP）
壁設置型。『蒼魔灯』ではアロースリット系。火の玉が壁から発射され、油まみれの敵に対しては着火もさせられる。『影牢』では地を這うようにして飛んで行き、壁に当たるとその場にしばらく炎が残る。『蒼魔灯』ではレベルが上がるとヒット時に爆発するようになり、『影牢2』では油まみれの時に当てると爆発の追加ヒットが起こる。『影牢DP』でも『影牢』と同じく床や傾斜に沿って飛んで行くが、壁に当たっても床に炎が残ったりはしない。
フォールニードル
（影牢2、影牢DP）
天井設置型。上から棘付きの吊り天井が降りてくる。範囲はとても狭い。
プッシュウォール
（蒼魔灯、影牢2、影牢DP）
壁設置型。壁が突き出て侵入者を押す。『蒼魔灯』では、レベルが上がると弾き飛ばすようになる。
フライガエシ
（影牢DP）
壁設置型。
フライングケーキ
（影牢DP）
壁設置型。壁が回転してケーキが飛んで行き、背後以外の方向から命中した時に敵の視界を奪う。威力がとても低く命中させるのも難しいが、カビン系のトラップが効かない敵にも通用し、Ark倍率も高い。
ブラストバキューム
（蒼魔灯）
床設置型。バキュームフロア系。磁力で設置地点まで引き寄せた後爆発してダメージを与える２段ヒットトラップ。
ブラストフロア
（蒼魔灯）
床設置型。スプリングフロア系。床が飛び出すと同時に爆発し、敵を弾き飛ばす。
ブラストクロー
（蒼魔灯）
床設置型。ベアトラップ系。敵の足を挟んだ後、爆発して強制移動させる2段ヒットトラップ。
ブラストボム
（影牢、蒼魔灯、影牢2、影牢DP）
床設置型。『影牢』では周囲8ブロックまで広がる爆発を、それ以降の作品では『影牢』でのスモールボムと同じく設置地点のみの小さな爆発を起こす。ただし、『蒼魔灯』ではレベルを上げることで爆破範囲は広がる。
ブラストマグネット
（蒼魔灯）
壁設置型。マグネットウォール系。磁力で引き寄せた後爆発してダメージを与える2段ヒットトラップ。
ブラックホール
（影牢DP）
床設置型。黒い穴が人間を吸い込み、天井から吐き出す
フラッシュアロー
（蒼魔灯）
壁設置型。アロースリット系。照明弾が飛んで行き、着弾すると閃光が起こって一定時間盲目状態にする。ダメージは無い。
フラッシュボム
（影牢、蒼魔灯）
床設置型。『蒼魔灯』ではブラストボム系。閃光爆発で侵入者を一定時間盲目状態にする。ダメージは無い。
ブラッディシザー
（影牢DP）
床設置型。三枚刃の巨大なハサミが設置され、真上に乗った敵を短時間拘束しつつ挟み斬る。
プレスウォール
（影牢、影牢2）
壁設置型。『影牢』では壁がせり出して侵入者を押す、つまりプッシュウォールと同じもの。『影牢2』では薄く長い壁が倒れてきて侵入者を押しつぶす。起動してからややタイムラグがあり、当てるにはコツがいる。
フレアロック
（影牢、蒼魔灯、影牢2、影牢DP）
天井設置型。『蒼魔灯』ではメガロック系。燃え滾る溶岩の塊が落ちてくる。油まみれの敵に着火することも可能。『蒼魔灯』ではレベルが上がると爆発するようになる。
フロートバキューム
（蒼魔灯）
床設置型。バキュームフロア系。範囲内にいる者をその場で空中に浮かせる。
フロートマグネット
（蒼魔灯）
壁設置型。マグネットウォール系。範囲内にいる者をその場で空中に浮かせる。
フンスイトイレ
（影牢DP）
床設置型。
ベアトラップ
（刻命館、影牢、蒼魔灯、影牢2、影牢DP）
床設置型。いわゆるトラバサミで、コンボを組む上で欠かせない拘束トラップ。『刻命館』では、足を傷つけることで移動速度を低下させる効果がある。唯一のシリーズ皆勤賞トラップ。
ヘイキンダイ
（影牢DP）
床設置型。
ペッタンアロー
（影牢DP）
壁設置型。壁から吸盤と紐のついた矢が発射され、命中した敵を壁際まで引き寄せる。
ヘビークロー
（影牢、蒼魔灯）
床設置型。『蒼魔灯』ではベアトラップ系。巨大なトラバサミで敵を下半身ごと拘束する。『蒼魔灯』ではベアトラップ系無効化の敵をも拘束できる強力なトラップ。
ヘブンズフロア
（影牢）
床設置型。床が跳ね上がって天井にぶつけ、その後自由落下でダメージを与える2段ヒットトラップ。『蒼魔灯』以降は細かい性能の違いこそあれ、ライジングフロアにその座を奪われた。また、真上に跳ね上げるので設置地点から移動させる効果は無い。
ヘルディメンション
（蒼魔灯）
床設置型。マグネットウォール系の隠しトラップ。敵を引き寄せ、回転する刃物で切り刻む。多段ヒットトラップだが、倍率がマイナスではない珍しいトラップ。他のマグネットウォール系と違い、重量に関係なく高速で引き寄せる。
ヘルジャッジメント
（蒼魔灯、影牢DP）
床設置型。ブラストボム系の隠しトラップ。天井からレーザーが照射され、その後大爆発を起こす防御無視の2段ヒットトラップ。ただし、レーザーは設置地点に居ないとヒットしない。
ヘルファイアー
（影牢、蒼魔灯、影牢2、影牢DP）
床設置型。『蒼魔灯』ではブラストボム系。巨大な火柱で敵を吹き飛ばす爆発系最強のトラップ。ヒットした場合大きく侵入者を吹き飛ばすため、コンボに組み込むのは少々難しい。『影牢2』では油まみれの状態だと爆発の追加ヒットが起こり、『影牢DP』では油まみれでない敵だろうと炎状態にする。
ヘルレーザー
（蒼魔灯、影牢DP）
壁設置型。アロースリット系の隠しトラップ。魔神を模した仮面の額からレーザーが発射される。非常に速く、防御力を無視してダメージを与える強力なトラップ。ヒットした場合、侵入者は倒れる。軌道修正が利き、対象を貫通するため、注意しなければ自分にもヒットしてしまう。
ペンデュラム
（蒼魔灯、影牢2、影牢DP）
天井設置型。巨大な振子刃で侵入者を斬り飛ばす。『蒼魔灯』ではレベルを上げるとスイング回数が3回まで増える。『影牢DP』では最初から3回スイングする。
ポイズンピット
（刻命館）
魔法系のダメージトラップ。落とし穴に落とした後毒ガスによって侵入者を苦しめる。毒状態にする効果は無い。
ポイズンブレード
（蒼魔灯）
天井設置型。ペンデュラム系。範囲が狭い、ミニサイズのギロチン。刃に毒が塗られており、ヒットした対象を毒状態にする。
ホースヘッド
（影牢DP）
天井設置型。馬の如く全力疾走させる。
ホットプレート
（影牢DP）
床設置型。床が焼けた鉄板に変わり、真上にいる対象の足元を焼く。最後には爆発して、乗っていた対象は2ブロック隣へとジャンプして着地する。
ボールスパイカー
（影牢DP）
壁設置型。バレーボールを高速で射出し人間を襲う。
ボルトロック
（影牢、蒼魔灯、影牢2）
天井設置型。『蒼魔灯』ではメガロック系。帯電した鉄の塊が落ちてくる。非常に高い攻撃力を持つがその分チャージ時間も長い。水路では通電、他の電気系トラップ・仕掛けとは放電する。『蒼魔灯』を除く2作品では、磁力にも引き寄せられる。

## ま行
マイン
（影牢）
床設置型。地雷。敵を進行方向に吹き飛ばす。発動してから一定時間はオート機能で誰かが設置地点に乗るまで爆発しない。
マグネット
（影牢）
壁設置型。磁力で敵を引き寄せて拘束する。最も基本的なので拘束時間・範囲共に低い。
マグネットウォール
（蒼魔灯、影牢2）
壁設置型。磁力で敵を引き寄せて拘束する。『影牢』のマグネットとほぼ同じ。
マグネットフロア
（影牢）
床設置型。磁力で敵を引き寄せて拘束する。『蒼魔灯』以降はバキュームフロアにその座を奪われた。
マジックバブル
（影牢、蒼魔灯）
床設置型。『影牢』では隠しトラップ、『蒼魔灯』ではベアトラップ系。押して動かせる魔法の泡で敵を包み込む。
魔人の足
（刻命館）
魔法系のダメージトラップ。魔神の足で敵を踏みにじる。
迷いのフォグ
（刻命館）
魔法系の混乱トラップ。敵を混乱させる香を焚く。
魔導クレーン
（刻命館）
魔法系の捕獲トラップ。敵を掴み、吊り上げる。
魔導磁石の壁
（刻命館）
魔法系の捕獲トラップ。壁沿いに磁石板が落下し、敵を引き寄せる。
マンリキスピン
（影牢DP）
床設置型。回転機構を備えたベアトラップで、敵の足や胴体を万力状の爪で挟んだ後に高速回転する。解放された敵は目を回した状態で前方に1ブロック歩いてから左へと倒れ込む。斜め隣のブロックへ強制移動させるという独特の動作を持つほか、倒れ込む所も含めればとても長い時間敵を拘束出来る優秀なトラップ。
ムシメガネ
（影牢DP）
天井設置型。レンズが光を集め発火させ時間差で燃やす。
ムービングチェア
（影牢DP）
天壁設置型。人間を乗せ壁まで運ぶ。
メイデンハッグ
（影牢2、影牢DP）
壁設置型。内側に無数の棘を備えた箱が壁からせり出し、敵を喰らい壁に引き寄せる。壁との間に挟むことでもダメージとなる（威力は半減する）。『影牢DP』でも同等の性能を持つが、引き寄せられた敵の倒れ込む位置が違うほか、こちらはアイアンメイデンそのものといった造形である。また、壁との間に挟んでもダメージは無い。
メガバズソー
（蒼魔灯、影牢2、影牢DP）
天井設置型。ペンデュラム系。巨大な回転ノコギリが天井から落下して転がって行き、軌道上の敵を轢く。ダウンしていてもヒットする。
メガロック
（影牢、蒼魔灯、影牢2、影牢DP）
天井設置型。巨大な岩が落ちてくる。階段やウォール系を使えば転がすことができる。『影牢』では基本的に敵に当たれば消滅するが、『蒼魔灯』では強化することで障害物に当たっても反射し、敵を貫通させられる。『影牢2』以降の作品では反射こそしないが、敵を貫通して壁まで転がっていく。
メガヨーヨー
（蒼魔灯、影牢2、影牢DP）
天井設置型。『蒼魔灯』ではペンデュラム系。刃のついたヨーヨーがいわゆる「犬の散歩」の動きをする。ダウンした敵にも当てられる。
メタルスマッシュ
（刻命館）
物理系のダメージトラップ。鉄球が天井と床を跳ね回り敵を押しつぶす。
メルトスライム
（影牢DP）
天井設置型。鎧を溶かし、強制的にアーマーブレイクする。

## や行
ヨウガンカビン
（影牢）
天井設置型。溶岩の入ったカビンが落ちてくる。拘束時間が終了すると爆発してダウンさせる。他のカビン系と異なり、熱さのあまりに敵はダッシュして前進する。

## ら行
ライジングフロア
（刻命館、蒼魔灯、影牢2、影牢DP）
床設置型。『刻命館』では魔法系のダメージトラップ。『刻命館』では床がせり上がり敵を天井に押し付ける、『影牢』のリフトフロアと同様の効果。『蒼魔灯』では敵を上空に打ち上げて天井と床にぶつける。『影牢2』では、トラップ自体がダメージを持ち、その後天井に叩きつける。床に落ちることでのダメージはない。『影牢DP』でも2と同じダメージ判定を持つが、こちらの作品では落下ダメージ（防御力無視の5ダメージ）が実装されているので、実際の表示よりも少しだけ火力が高い。
ライジングボール
（蒼魔灯）
壁設置型。アロースリット系。敵を上空に跳ね上げて床にぶつける衝撃弾を転がす。
ライジングマイン
（蒼魔灯）
床設置型。ブラストボム系。敵を高く吹き飛ばす。
リフトクロー
（蒼魔灯）
床設置型。ベアトラップ系。敵の足を挟み吊り上げる。
リフトフロア
（影牢）
床設置型。床がせり上がり敵を天井に押し付ける。
レーザーアロー
（影牢）
壁設置型。アロースリット系。敵を貫通する帯電した矢が飛び出す。
レイトウカビン
（蒼魔灯）
天井設置型。カビン系。敵を前進させた後、足元を冷気で拘束する。
レールフック
（影牢DP）

ロデオホースJET
（影牢DP）
床設置型。
ローリングボム
（影牢、蒼魔灯、影牢2、影牢DP）
壁設置型。『蒼魔灯』ではアロースリット系。壁から爆弾が転がっていき、何かに当たると爆発する。『蒼魔灯』に限り軌道を操作することができる。

## わ行
ワープホール
（蒼魔灯）
壁設置型。マグネットウォール系。障害物の有無にかかわらずトラップ設置位置まで対象をワープさせる。レベルによって拘束時間が変わることはない。
ワンダーバルーン
（影牢DP）
床設置型。